# HMAS Canberra (D33)
L'HMAS Canberra (pennant number D33) è stato un incrociatore pesante della Royal Australian Navy (RAN). Apparteneva alla classe di incrociatori County. Costruito nei cantieri John Brown, venne impostato il 9 settembre 1925, varato il 31 maggio 1927 ed entrò in servizio il 9 luglio 1928. Il 9 agosto 1942, durante la battaglia dell'isola di Savo, venne affondato dai colpi delle unità di superficie giapponesi.